# Zelandotipula furcifera
Zelandotipula furcifera är en tvåvingeart som först beskrevs av Alexander 1944.  Zelandotipula furcifera ingår i släktet Zelandotipula och familjen storharkrankar.
Artens utbredningsområde är Costa Rica. Inga underarter finns listade i Catalogue of Life.